# (2359) Debehogne
(2359) Debehogne ist ein Asteroid des Hauptgürtels, der am 5. Oktober 1931 vom deutschen Astronomen Karl Wilhelm Reinmuth an der Landessternwarte Heidelberg-Königstuhl (IAU-Code 024) auf dem Königstuhl bei Heidelberg entdeckt wurde.
Der Asteroid wurde nach dem belgischen Astronomen Henri Debehogne (1928–2007) benannt, der sich auf dem Gebiet der Astrometrie von Kometen und Asteroiden hervortat und selbst mehr als 700 Asteroiden entdeckt hatte.